# Берча Дарія Михайлівна
Дарія Михайлівна Берча (2 січня 1937, Харків; за іншими даними — с. Городниця Городенківського району Івано-Франківської області — 15 листопада 2022) — українська вчена-фізик, доктор фізико-математичних наук, професор, лауреатка Державної премії України в галузі науки і техніки. Відома насамперед практичними застосуваннями результатів досліджень із фізики твердого тіла.

## Біографія
У 1953 році зі срібною медаллю закінчила школу в Чернівцях (українська десятирічка). Під час навчання в школі писала вірші та складала кросворди, проте найбільше захоплювалась математикою.
Після школи спочатку вступила на географічний факультет, проте через своє захоплення точними науками пізніше вирішує вступити на фізичне відділення фізико-математичного факультету Чернівецького університету. Під час навчання познайомилась зі своїм майбутнім чоловіком Іваном Васильовичем Берчею, студентом математичного відділення. Навчалась у доцентів К. Товстюка й А. М. Косевича. Дипломну роботу захищала під керівництвом В. Кондратенка. Через трійку в дипломі з історії КПРС не змогла вступити до аспірантури.
Згодом вступила на заочну форму. К. Д. Товстюк порекомендував Дарії зайнятися теорією груп, давши наступні настанови: «Дарцю, це буде ваш хліб». На той час даний напрямок почав набирати обертів, тому темою дисертації обрано «Особливості зонного спектра в деяких анізотропних кристалах». Після захисту у 1966 році працює асистентом кафедри.
Згодом, переїхала до Ужгорода, де професор Д. Чепур погодився взяти її на посаду старшої викладачки. Д. Берча тісно співпрацює з ученими-фізиками В. Сливкою та І. Туряницею, виходять їхні спільні публікації. У 1969 році стає доценткою. Разом з доцентом О. Борцем впроваджує новаторські методи у педагогічний процес. Під час підготовки докторської дисертації виходить колективна монографія «Складні халькогеніди і халькогалогеніди (отримання та ознаки)», яка у 1985 році відзначена премією міністра освіти УРСР. Дисертація подана до Інституту прикладної фізики Молдавської Академії наук, яку Д. Берча захищає у 1989 році.
Після захисту — на професорській посаді, де пізніше отримує звання професора кафедри напівпровідників Ужгородського університету. У 1991 році Д. Берча подає до Міністерства освіти України свою науково-методичну роботу, за яку отримує другу премію. З 1993 року працює у Вищій педагогічній школі м. Ряшів (Польща) на посаді професора в Інституті фізики.
У 2001 році присуджена Державна премія України в галузі науки і техніки за роботу «Нові фізичні ефекти в сильно анізотропних напівпровідниках і прилади на їхній основі» (автори Д. М. Берча, К. Д. Товстюк, А. М. Косевич).
Померла у 85-річному віці 15 листопада 2022 року.